# Nawal Baïbi
Nawal Baïbi (* 17. Januar 1984) ist eine ehemalige marokkanische Leichtathletin, die im Mittelstreckenlauf sowie im Hindernislauf startete. Ihren größten Erfolg feierte sie mit dem Vizeafrikameistertitel 2004 in Brazzaville.

## Sportliche Laufbahn
Erste Erfahrungen bei internationalen Meisterschaften sammelte Nawal Baïbi im Jahr 2001, als sie bei den Jugendweltmeisterschaften in Debrecen mit 2:10,67 min in der ersten Runde im 800-Meter-Lauf ausschied. Im Jahr darauf kam sie bei den Juniorenweltmeisterschaften in Kingston mit 2:07,90 min nicht über den Vorlauf über 800 Meter hinaus und gelangte im 1500-Meter-Lauf mit 4:25,43 min auf den zwölften Platz. 2004 gewann sie bei den Afrikameisterschaften in Brazzaville in 10:11,42 min die Silbermedaille über 3000 m Hindernis hinter ihrer Landsfrau Bouchra Chaâbi und belegte in 4:26,01 min den vierten Platz über 1500 Meter. Daraufhin beendete sie bereits im Alter von 20 Jahren ihre aktive sportliche Karriere.

## Persönliche Bestleistungen
- 1500 Meter: 4:09,79 min, 19. Juni 2004 in Rabat
- 3000 m Hindernis: 10:11,42 min, 16. Juli 2004 in Brazzaville